# Papeteries de Clairefontaine
Pour les articles homonymes, voir Clairefontaine.
 (juillet 2025).
Si vous disposez d'ouvrages ou d'articles de référence ou si vous connaissez des sites web de qualité traitant du thème abordé ici, merci de compléter l'article en donnant les références utiles à sa vérifiabilité et en les liant à la section « Notes et références ».

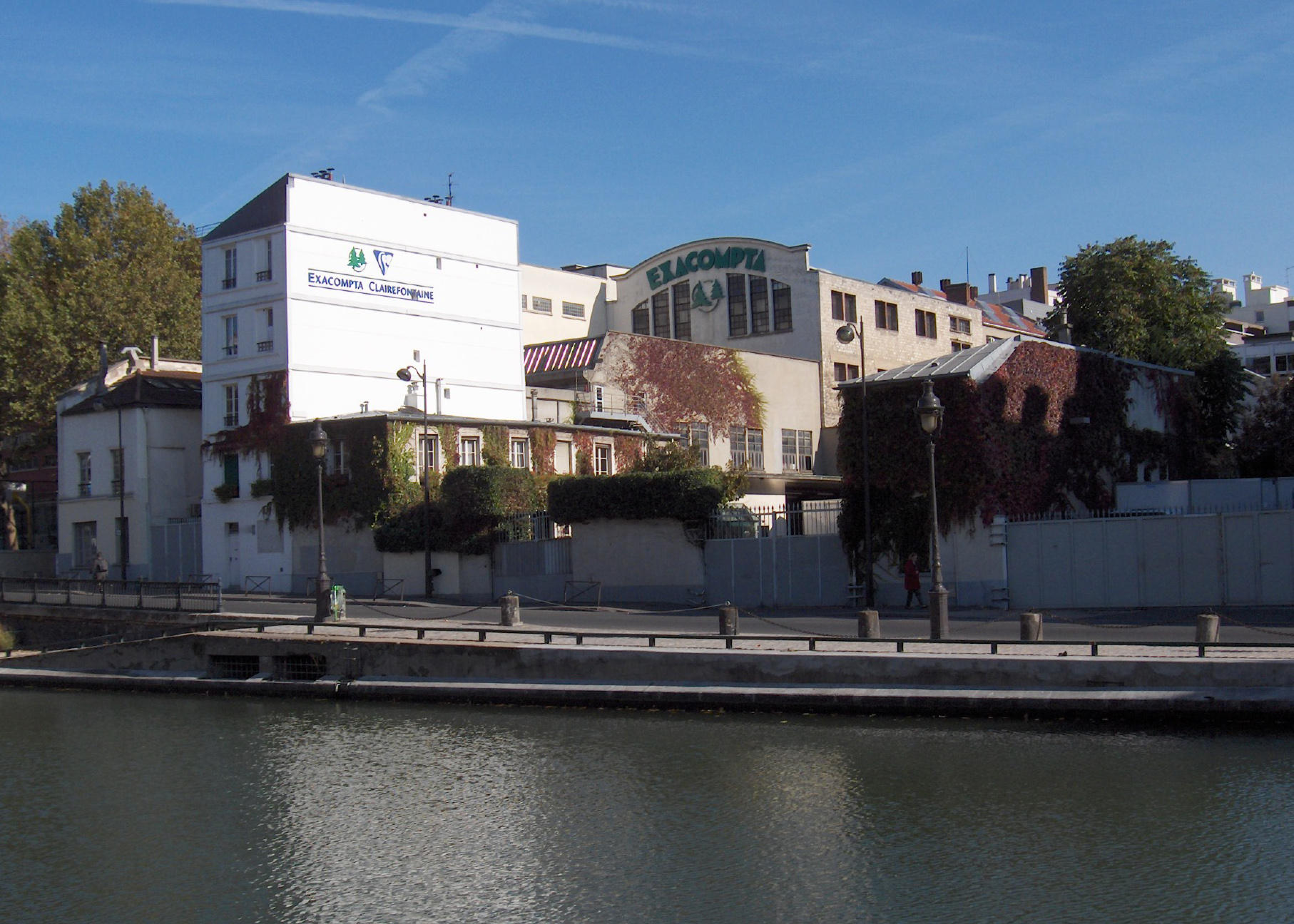
Le site Exacompta à Paris, quai de Jemmapes

Papeteries de Clairefontaine est une société française de papeterie fondée en 1858 dans les Vosges à Étival-Clairefontaine. Elle fait partie du groupe français Exacompta Clairefontaine.

## Histoire
Le nom de la société vient d'Étival-Clairefontaine, où l'activité de production de papier a été lancée. En 1512, au cœur des Vosges, le supérieur de l’abbaye d’Étival, François Fagnozel de l’ordre des Prémontrés, autorise la création d’un moulin à papier le long de la rivière Valdange. Ce moulin change plusieurs fois de propriétaire au fil des siècles, mais il produit du papier « à la forme » jusqu’au milieu du XIXe siècle. La forme est un instrument servant à la confection artisanale de feuilles de papier.
Repris alors par Jean-Baptiste Bichelberger, natif du département de la Moselle et formé aux nouveaux procédés de production de papiers en continu, il permet à celui-ci d’installer un peu plus loin sur les bords de la Meurthe une usine moderne, les « Papeteries de Clairefontaine », du nom de la société fondée en 1858. Ces papeteries disposent en abondance de l’eau et des chiffons nécessaires à leur fabrication. Dans une France en pleine révolution industrielle, toutes les conditions sont réunies pour assurer l’essor de l’usine. Jean-Baptiste Bichelberger en tient les rênes jusqu’à sa mort en 1877.
Son fils Paul Bichelberger et son gendre Émile Champon procèdent alors à un changement important en introduisant le bois comme matière première. La pâte à papier est soit fabriquée sur place, soit achetée. Les deux hommes lancent aussi la fabrication d’enveloppes et de cahiers, jusqu’alors essentiellement produits par les imprimeurs.
De 1904 à 1914, l’entreprise est dirigée par Louis Nusse, petit gendre de Jean-Baptiste Bichelberger, et Étienne Bodet. Les Papeteries de Clairefontaine ont bien grandi, les effectifs avoisinent 1 100 personnes. Mais en 1914, la Grande Guerre éclate et la ligne de front est proche de l’usine. Celle-ci ne tourne pratiquement pas pendant cinq ans. Elle redémarre en 1919 sous la direction de Léon Daridan, autre petit gendre de Jean-Baptiste Bichelberger.
En 1927, Charles Nusse, fils de Louis Nusse, crée à Paris un atelier de fabrication de registres de comptabilité, puis un autre d’agendas, sous la marque Exacompta. Après la Seconde Guerre mondiale, pour sauver les Papeteries de Clairefontaine dont les bâtiments ont été en grande partie détruits lors de la Libération, Charles Nusse en prend la responsabilité en 1950. C’est avec lui que la marque Clairefontaine va réellement prendre son essor. Dès 1951, il met sur le marché le célèbre cahier Clairefontaine, avec sa couverture vernie et sa réglure violette. C’est également lui qui dote la marque de son logo à la verseuse, synonyme de qualité aussi bien pour les écoliers que pour les professionnels. Sous son impulsion, alors qu’il gère l’entreprise jusqu’en 1971, les Papeteries de Clairefontaine connaissent un développement considérable. Après une réorganisation en profondeur, il équipe l’usine de deux machines à papier pour produire en grandes quantités des papiers de qualité, et modernise les ateliers de transformation.
Son fils Jean-Marie poursuit son action et conduit Clairefontaine à une position de leader européen des papiers de haut de gamme destinés à la bureautique, au coude à coude en France et en Europe avec le groupe Hamelin,.
En 1996, la société cotée en bourse devient Exacompta Clairefontaine, et les activités de Clairefontaine se scindent en deux des quatre départements de ce groupe, qui rassemble une cinquantaine de sociétés, et emploie plus de 3 300 personnes:
- Papeteries de Clairefontaine et ses filiales (Mandeure, Everbal, Schut) fabriquent plus de 230 000 tonnes de papiers pour la bureautique, l’écriture, l’offset et le classement. Frédéric Nusse, neveu de Jean-Marie, en prend la tête en 2009.
- Clairefontaine-Rhodia avec ses filiales (CFR, Décopatch, Makane Bouskoura) et participations (Sill). Depuis 1998, Guillaume Nusse, fils de Jean-Marie, dirige ce département. Les gammes proposées se diversifient : nouvelles collections et couvertures, blocs orange ou noir, enveloppes de couleurs, papiers de création…

## Production
Les Papeteries de Clairefontaine fabriquent des papiers d’impression et d'écriture avec cinq machines réparties sur quatre sites, le groupe en a produit 292 000 en 2022 et 281 000 papiers brutes en 2023.